# Karl Richter (Rabbiner)
Karl Richter (geb. 31. Oktober 1910 in Stuttgart, Königreich Württemberg; gest. 25. September 2005 in Tampa, Florida, USA) war ein deutscher Rabbiner, der 1939 vor dem Nationalsozialismus in die USA emigrierte.

## Leben

### Deutschland
Karl Richter war ein Sohn des Kaufmanns Samuel Richter und der Josefine Pick, er hatte eine Schwester, der ebenfalls wie den Eltern die Flucht aus dem nationalsozialistischen Deutschland gelang. 1928–1933 absolvierte er ein Philosophiestudium an der Universität Breslau, das er infolge der Machtergreifung der Nationalsozialisten nicht abschließen konnte; seine Dissertation über Paul Natorp wurde nicht veröffentlicht. Sein gleichzeitig begonnenes Studium am Rabbinerseminar Breslau beendete er im Januar 1935 mit dem Rabbinerexamen. Bereits 1934 hatte er eine Stelle als Rabbinatsverweser im schlesischen Hirschberg übernommen, es folgten Anstellungen als Rabbiner in Pommern (Schivelbein und Stettin). 1935 wurde er Mitglied im 1938 aufgelösten ADR. 1936 war er kurzzeitig in Gestapohaft. Von Februar 1938 bis zu seiner Ausreise aus Deutschland amtierte er als Stadtrabbiner in Mannheim. Hier erlebte er vom 9. auf den 10. November die Reichspogromnacht, in der 400 Männer aus seiner Gemeinde nach Dachau deportiert wurden.

### Vereinigte Staaten
Im April 1939 konnte er mit einem Non-Quota-Visum und der Unterstützung des American Jewish Joint Distribution Committee zusammen mit seiner Frau und seiner zweijährigen Tochter in die Vereinigten Staaten ausreisen. Die Familie gelangte zunächst nach Springfield (Missouri), wo Karl Richter bis 1942 als Rabbiner und gleichzeitig als Deutschlehrer an einem College arbeitete. Danach war er bis 1950 Militärrabbiner in Sioux Falls und ab 1950 Rabbiner in Michigan City (Indiana). Weil Richter mit einem deutschen Pass in die USA eingereist war, wurde er beim Eintritt der Vereinigten Staaten in den Zweiten Weltkrieg im Dezember 1941 als Enemy Alien registriert. Über 20 seiner Familienmitglieder aus Deutschland wurden im Holocaust umgebracht. 1965–1971 war er Dozent für Philosophie an der Purdue University in West Lafayette (Indiana), anschließend bis 1976 Gefängnisrabbiner und Rabbiner in einer psychiatrischen Klinik. Nach seiner Pensionierung zogen Richter und seine Frau nach Florida, zunächst 1976 nach Sarasota, dann 1991 nach Tampa in die Nähe ihres Sohnes. Richter war weiterhin in Organisationen des Reformjudentums tätig. 1988 besuchte er Mannheim, wo anlässlich des 60. Jahrestages der Reichspogromnacht seine ehemalige Synagoge wiedererrichtet wurde. In einem Interview mit einem Reporter aus Saint Petersburg erklärte er im April 2005: „Wenn ich nicht aus Deutschland herausgekommen wäre, wäre ich umgekommen. Ich hatte das Gefühl, die Menschen, die noch dort waren, im Stich zu lassen.“ Karl Richter starb am 25. September 2005, fünf Wochen vor seinem 95. Geburtstag, in Tampa im Kreise seiner Familie.